# Kostel svatého Petra a Pavla (Záhorská Bystrica)
Kostel svatého Petra a Pavla (slovensky Kostol svätých Petra a Pavla) je kostel v bývalé obci Záhorská Bystrica, v současnosti přičleněné k hlavnímu městu jako městská část Záhorská Bystrica v okrese Bratislava IV. Kostel je z roku 1834.